# Eilema cirrochroa
Eilema cirrochroa là một loài bướm đêm thuộc phân họ Arctiinae, họ Erebidae.